# Nelson Mandela (A187)
Nelson Mandela (A187) je perspektivní hydrografická výzkumná loď jihoafrického námořnictva. Její stavba probíhá v rámci modernizačního programu Hotel. Ve službě nahradí plavidlo Protea (A324), provozované námořnictvem od roku 1972.

## Pozadí vzniku
Projekt Hotel je modernizační program jihoafrického námořnictva. Zahrnuje stavbu hydrografické výzkumné lodě Nelson Mandela, tří menších výzkumných motorových člunů a modernizaci zázemí hydrografického úřadu jihoafrického námořnictva. Nelson Mandela představuje náhradu za letitou výzkumnou loď Protea (A324). Tendr byl vyhlášen v červenci 2014, přičemž nabídky byly podávány do poloviny následujícího roku. Následně byl program pozastaven kvůli nedostatku financí.
V roce 2017 byla jako dodavatel hydrografické výzkumné lodě vybrána jihoafrická loděnice Southern African Shipyards (SAS), pozdější Sandock Austral Shipyard v Durbanu s projektem Vard Marine 9 105 společnosti Vard Marine (dříve STX Marine, součást společnosti Fincantieri). Vard Marine zajistila návrh plavidla, která je příbuzné britské třídě Echo. Slavnostní první řezání oceli proběhlo v listopadu 2018. Spuštění plavidla na vodu je plánováno na rok 2024 a jeho dokončení na rok 2025 (původně 2022).

## Konstrukce
Posádku tvoří 120 námořníků a výzkumníků. Plavidlo bude mít zesílenou konstrukci přídě usnadňující operace v Jižním oceánu. Vybavení bude mimo jiné zahrnovat různé typy sonarů od společnosti Kongsberg. Nejvyšší rychlost dosáhne 18 uzlů. Dosah je 10 000 námořních mil. Plavidlo bude schopno operovat na moři po 44 dnů.